# 猪子石城
猪子石城（いのこしじょう）は、名古屋市名東区にあった日本の城（平城）。

## 概要

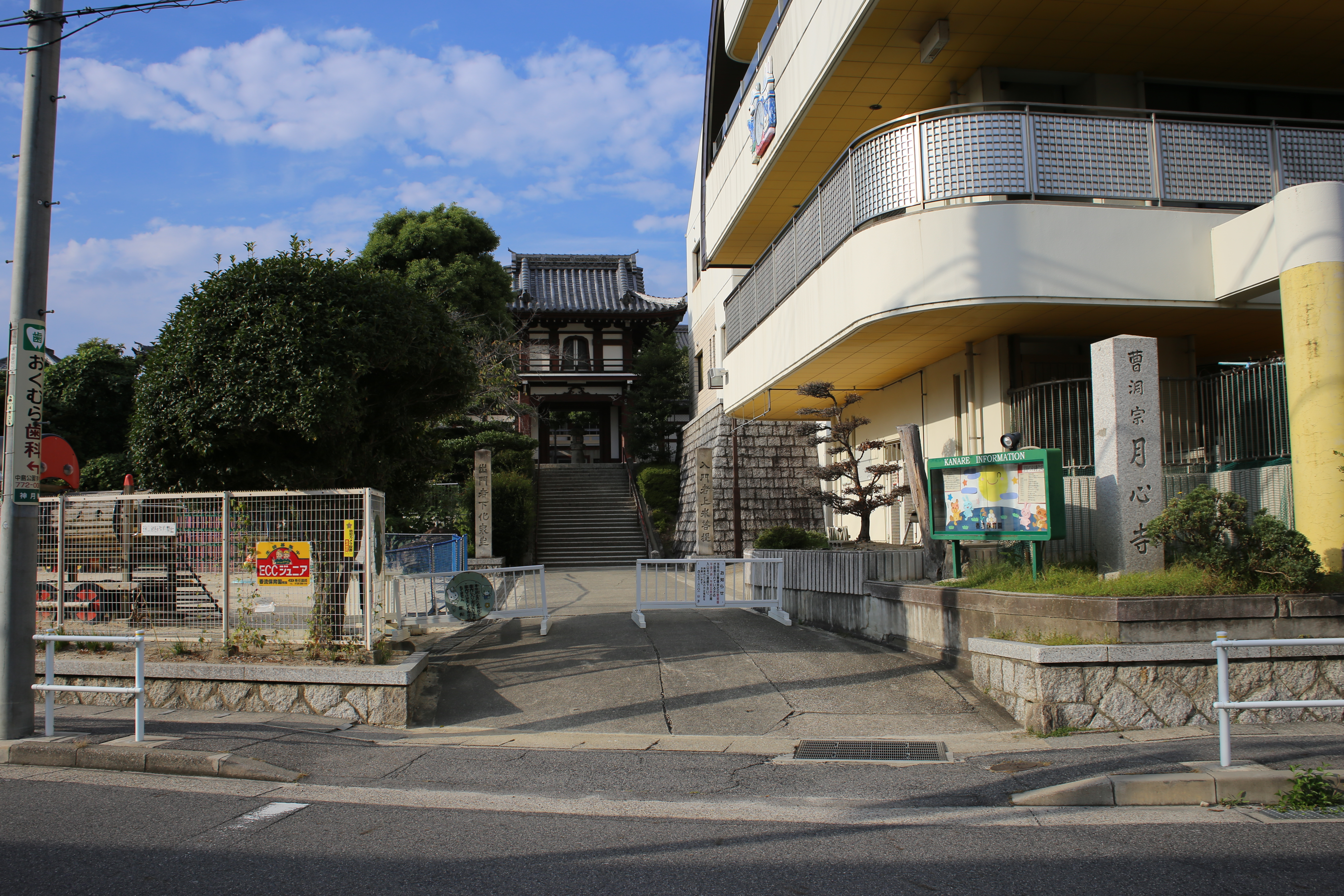
城跡とされる月心寺（2015年9月）

香流川の北岸に築かれ、東西約90メートル、南北110メートルの規模で、現在は月心寺と神明社の境内となっている。かつては2重の堀をめぐらせてあったと伝わっている。
室町時代前期に遠江から移ってきた横地氏の城。天正12年（1584年）の小牧・長久手の戦いで、城主・横地秀次が羽柴秀吉方の池田恒興らの案内役を務めるが、敗れて美濃方面に逃走した後に廃城となった。